# 朴命根
朴 命根（パク・ミョングン、朝鮮語: 박명근、1928年9月7日 - 2004年12月9日）は、大韓民国の軍人、政治家、実業家。第8・9・10・14代韓国国会議員。
本貫は密陽朴氏。仏教徒。元満洲軍の中尉で呂運亨の同志である朴承煥はおじ、元特許庁長の金鍾甲は娘婿。

## 経歴
1928年9月7日、日本統治時代の朝鮮で京畿道の坡州に生まれた。ソウル大学校文理科大学政治学科を卒業後、陸軍に予備役として編入された。
審計院（2022年現在は監査院）の監査官や経済企画院（2022年現在は企画財政部に統合）で予算局の課長、大統領秘書官などを務め、1971年5月25日に実施された第8代総選挙に民主共和党の公認で立候補して当選し、国会議員となった。そして1971年10月2日に所属する民主共和党の他の3議員とともに院内副総務に任命された。1980年に国家保衛立法会議議員に選出された。
国会議員4期を務めたほか、大韓投資信託の社長も務めた。2004年12月9日、持病により77歳で死去した。